# Cantón de Chanac
El cantón de Chanac era una división administrativa francesa, que estaba situada en el departamento de Lozère y la región de Languedoc-Rosellón.

## Composición
El cantón estaba formado por cinco comunas:
- Barjac
- Chanac
- Cultures
- Esclanèdes
- Les Salelles

## Supresión del cantón de Chanac
En aplicación del Decreto n.º 2014-245 de 25 de febrero de 2014, el cantón de Chanac fue suprimido el 22 de marzo de 2015 y sus 5 comunas pasaron a formar parte; cuatro del nuevo cantón de Chirac y una del nuevo cantón de La Canourgue.